# Lama dei Peligni
Lama dei Peligni é uma comuna italiana da região dos Abruzos, província de Chieti, com cerca de 1.485 habitantes. Estende-se por uma área de 31 km², tendo uma densidade populacional de 48 hab/km². Faz fronteira com Civitella Messer Raimondo, Colledimacine, Fara San Martino, Gessopalena, Pacentro (AQ), Taranta Peligna, Torricella Peligna.

## Demografia
| Variação demográfica do município entre 1861 e 2011                               |
|                                                                                   |
| Fonte: Istituto Nazionale di Statistica (ISTAT) - Elaboração gráfica da Wikipedia |